# Dub FX
Dub FX,  artiestennaam van Benjamin Stanford (St Kilda, 11 juni 1983), is een Australische freestylemuzikant.
Zijn werk, veelvuldig uitgevoerd in live-sets op straat, bestaat uit hiphop, reggae, dubstep en drum-'n-bass waarin hij onder meer gebruikmaakt van een loopstation en beatbox. Dub FX heeft veel samengewerkt met onder anderen zijn voormalig partner 'Flower Fairy' (Shoshana Sadia). Producties, waaronder diverse cd's, worden in eigen beheer uitgegeven.
Zijn populariteit heeft hij grotendeels verworven door YouTube. Zijn video's werden miljoenen keren bekeken.
Momenteel is Dub FX uitgegroeid van een straatmuzikant tot een populaire artiest die wereldwijd op tournee gaat. Dub FX heeft de straat ondanks zijn bekendheid echter niet verlaten: hij geeft nog vaak wereldwijd straatoptredens.